# Marwin Hitz
Marwin Hitz (* 18. září 1987 St. Gallen) je švýcarský profesionální fotbalový brankář, který chytá za švýcarský klub FC Basilej. V roce 2015 odchytal také dva zápasy za švýcarský národní tým.

## Klubová kariéra
21. února 2015 se v dresu FC Augsburg stal třetím brankářem v historii německé Bundesligy, kterému se podařilo vstřelit gól ze hry (prvním byl v roce 1997 Jens Lehmann a druhým v roce 2002 Frank Rost). Hitz se trefil při závěrečném tlaku domácího Augsburgu ve čtvrté minutě nastaveného času proti Bayeru Leverkusen, čímž vyrovnal na konečných 2:2.

## Reprezentační kariéra
Marwin Hitz je bývalým mládežnickým reprezentantem Švýcarska. Startoval v týmech U19 a U20.
Dne 10. června 2015 Hitz debutoval ve švýcarské reprezentaci, a to při výhře 3:0 v přípravném zápase proti Lichtenštejnsku.
Hitz byl nominován na závěrečný turnaj Euro 2016, ale do žádného zápasu nenastoupil.

## Kontroverze
V prosinci 2015 v bundesligovém utkání proti 1. FC Köln (výhra 1:0) nenápadně rozryl trávník v okolí místa pokutového kopu, takže jeho protivník Anthony Modeste při penaltě uklouzl a netrefil branku. Hitz se ihned po zápase snažil situaci zlehčit s tím, že pohrát si trochu s trávníkem není žádná ostuda. Ačkoliv takové jednání pravidla výslovně nezakazují, byl za své chování kritizován (dokonce i činovníky vlastního klubu). Proto posléze zveřejnil omluvu za své neférové počínání.